# Always...
Always... es el primer disco de la banda de rock neerlandesa The Gathering publicado en 1992. Este álbum constituyó uno de los pináculos del metal gótico, debido a que fue uno de los primeros discos en incluir la fórmula de la "bella y la bestia" (soprano femenina y gutural masculino), además de estar muy influenciado por el fenómeno del death/doom, aunque incluyendo riffs pertenecientes al thrash metal y power metal.
Fue grabado entre el 28 de febrero y el 7 de marzo de 1992. En 1994, se lanzó una primera versión en remix por Foundation 2000. En 1999,  apareció una segunda versión remezclada por Psychonaut Records.
"King for a day" fue editado como el primer vídeoclip de The Gathering.

## Lista de canciones
Todas las letras escritas por Bart Smits, toda la música compuesta por The Gathering. 
| N.º | Título                   | Duración |  |
| 1.  | «The Mirror Waters»      | 7:10     |  |
| 2.  | «Subzero»                | 6:53     |  |
| 3.  | «In Sickness and Health» | 7:00     |  |
| 4.  | «King for a Day»         | 6:33     |  |
| 5.  | «Second Sunrise»         | 6:43     |  |
| 6.  | «Stonegarden»            | 4:53     |  |
| 7.  | «Always…»                | 2:40     |  |
| 8.  | «Gaya's Dream»           | 6:04     |  |

| Mexican Edition |                                 |          |  |
| N.º             | Título                          | Duración |  |
| 1.              | «In Sickness and Health» (Demo) | 7:26     |  |
| 2.              | «Gaya's Dream» (Demo)           | 6:23     |  |
| 3.              | «Always…» (Demo)                | 2:30     |  |

La versión mexicana del álbum presenta tres canciones adicionales incluidas en el recopilatorioo  Downfall - The Early Years (2001)

## Músicos
Los integrantes del grupo y sus funciones dentro de este álbum fueron los siguientes:
- Bart Smits - Vocales y coros.
- Frank Boeijen - Teclado y piano.
- Hugo Prinsen Geerligs - Bajo, flauta y triángulo.
- Hans Rutten - Batería y percusión.
- René Rutten - Guitarra acústica y eléctrica.
- Jelmer Wiersma - Guitarra acústica y eléctrica.

### Músicos adicionales
- Marike Groot - vocales femeninos
- Henk van Koeverden - sonidos electrónicos, Korg MS-10

- Datos: Q2253584